# بناه كندي
بناه‌ كندي هي قرية في مقاطعة بل دشت، إيران. يقدر عدد سكانها بـ 206 نسمة بحسب إحصاء 2016.